# محرک فوق طبیعی

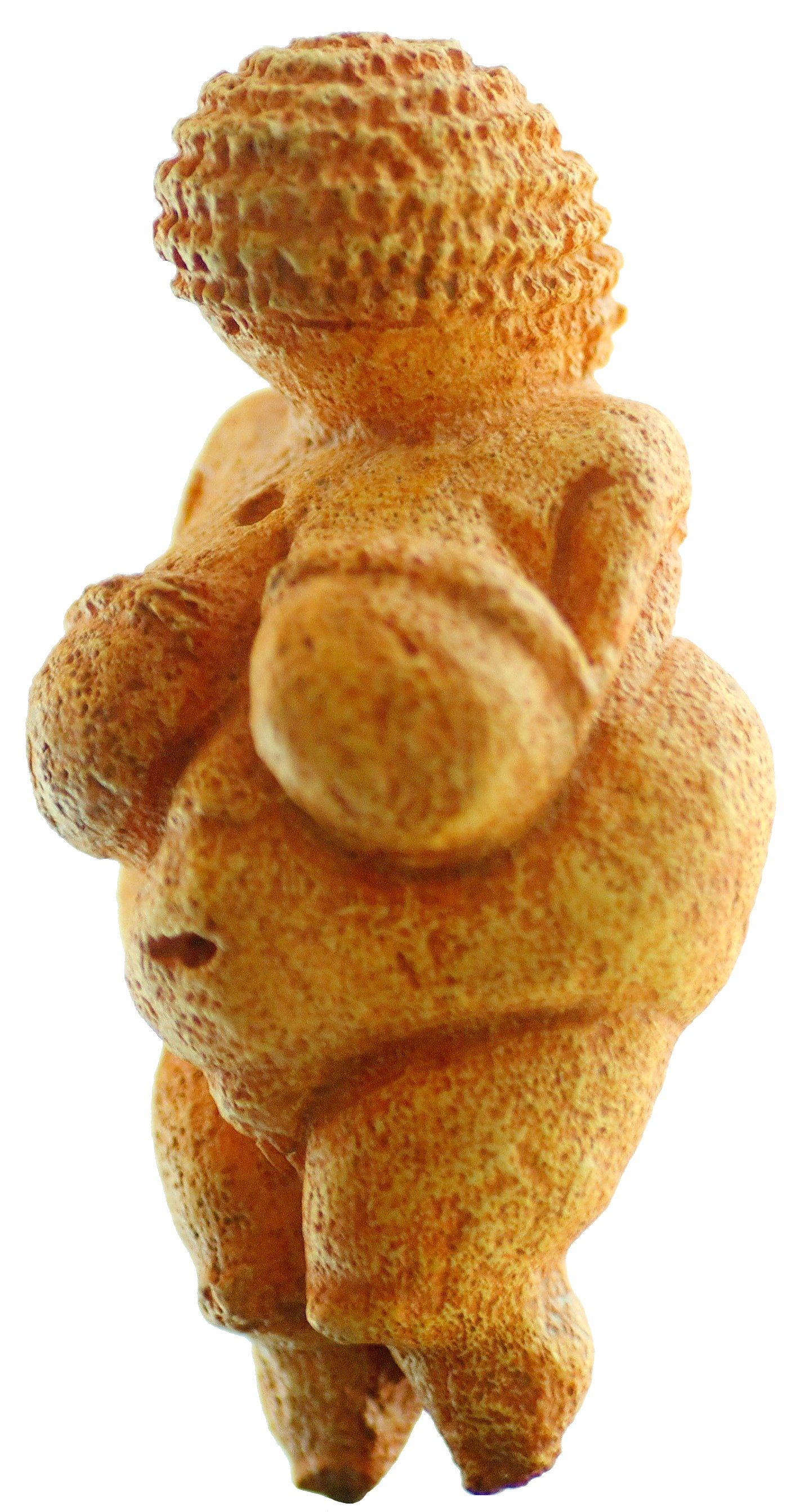
ونوس ویلندورف، مجسمه اغراق‌آمیز بدن و محرک سینه.

محرک فوق طبیعی (انگلیسی: Supernormal stimulus) یک نسخه اغراق‌آمیز از یک تحریک است که تمایل به پاسخ موجود به آن وجود دارد، یا هر محرکی که پاسخی قوی تر از محرکی که برای آن تکامل یافته‌است، ایجاد می‌کند. برای مثال، می‌توان تخم‌های مصنوعی پرنده ایجاد کرد که برخی از پرندگان آنها را بر تخم‌های خود ترجیح می‌دهند، به‌ویژه درانگل زادآوری مشهود است، و انسان‌ها می‌توانند به‌طور مشابه توسط مواد غذایی ناسالم یا هله هوله و پورنوگرافی مورد استثمار قرار گیرند. ارگانیسم‌ها به خواص محرک (مانند اندازه، رنگ، و غیره) را که در طبیعت تکامل یافته‌اند، تمایل نشان می‌دهند، اما وقتی یک محرک مصنوعی مبالغه‌آمیز به آنها پیشنهاد شود، حیوانات رفتاری به نفع محرک مصنوعی نسبت به محرک طبیعی نشان می‌دهند.